# 霍夫 (挪威)
霍夫（挪威語：Hof）是挪威西福爾郡的一個已撤销的市镇。
2018年1月1日霍夫并入霍爾默斯特蘭市镇。
霍夫市曾經以农业和林业为經濟基础，小麦一度是當地最重要的农产品之一。不過在1998年至2008年间，當地40%的农场处于停产状态，從事农业的人口比率下降到5%左右。